# Cycas bifida
Cycas bifida (Dyer) K.D.Hill, 2002 è una pianta appartenente alla famiglia delle Cycadaceae.

## Descrizione
È una cicade con fusto sotterraneo, alto sino a 40 cm e con diametro di 10-30 cm.
Dall'apice del fusto si dipartono da 2 a 4 foglie, pennate, lunghe 2-5 m, rette da un picciolo spinoso lungo 1,1-1,6 m; ogni foglia è composta da 27-44 paia di foglioline lanceolate, con margine intero, lunghe mediamente 30-60 cm, di colore verde brillante, con apice caratteristicamente bifido (da cui l'epiteto specifico).
È una specie dioica con esemplari maschili che presentano microsporofilli disposti a formare coni terminali fusiformi, lunghi 35-55 cm e larghi 6-8 cm ed esemplari femminili con macrosporofilli con l'aspetto di foglie pennate, lunghi 19-23 cm che racchiudono gli ovuli, in numero di 6-8.
I semi sono grossolanamente ovoidali, lunghi 2,5 cm, ricoperti da un tegumento di colore giallo-brunastro.

## Distribuzione e habitat
L'areale di questa specie comprende le regioni meridionali della Cina (Guangxi, Yunnan) e la parte settentrionale del Vietnam.

## Tassonomia
Questa entità fu descritta originariamente nel 1902 dal botanico inglese Sir William Thiselton-Dyer, che la considerò una varietà di Cycas rumphii (C. rumphii var. bifida). Nel 2002 è stata elevata al rango di specie a sé stante.

## Conservazione
La IUCN Red List classifica C. bifida come specie vulnerabile.

La specie è inserita nella Appendice II della Convention on International Trade of Endangered Species (CITES)